# NGC 3559
NGC 3559 (ook wel NGC 3560) is een spiraalvormig sterrenstelsel in het sterrenbeeld Leeuw. Het hemelobject werd op 12 april 1784 ontdekt door de Duits-Britse astronoom William Herschel.

## Synoniemen
- NGC 3560
- UGC 6217
- MCG 2-29-8
- ZWG 67.25
- PGC 33940